# Medalla del Cercle d'Escriptors Cinematogràfics als millors decorats
La medalla del Cercle d'Escriptors Cinematogràfics als millors decorats va ser un guardó cinematogràfic espanyol que va concedir anualment el Cercle d'Escriptors Cinematogràfics des de 1946 (CEC) al qual considerava millor decorador cinematogràfic de l'any en una pel·lícula espanyola. El primer premi va ser lliurat el 7 de juliol de 1946 en el Cine Gran Vía de Madrid. El trofeu era una senzilla medalla de bronze dissenyada per José González de Ubieta que no anava acompanyada de dotació econòmica. La seva denominació va canviar a vegades a Medalla del CEC a la millor ambientació, Medalla del Cercle d'Escriptors Cinematogràfics a la millor decoració o Medalla del Cercle d'Escriptors Cinematogràfics als millors decorats i ambientació. Entre els premiats destaca Enrique Alarcón, que va guanyar la medalla en vuit ocasions. Va haver-hi alguns anys en què no es va atorgar aquesta medalla. L'última ocasió en què es va lliurar el premi va ser en l'edició corresponent a 1983.
A continuació s'ofereixen diverses taules que contenen un llistat de les pel·lícules guanyadores. En la casella de l'esquerra s'indica l'any en què va ser concedit el premi, que sol ser el següent a aquell en el qual es van estrenar els films. Després s'indica el nom del guanyador. Va haver-hi sis anys en què el CEC no va concedir aquesta medalla, i així s'indica en aquesta casella. En 1945 sí que figurava el premi, però va ser declarat desert. En la tercera casella s'informa del títol de la pel·lícula que va donar lloc al guardó.

## Anys 1940
| Any  | Guanyador       | Pel·lícula         | Notes |
| ---- | --------------- | ------------------ | ----- |
| 1946 | Desert          |                    | [ 1 ] |
| 1947 | Enrique Alarcón | La pródiga         | [ 2 ] |
| 1948 | Luis Santamaría | Mariona Rebull     | [ 3 ] |
| 1949 | Antonio Labrada | La vida encadenada | [ 4 ] |

## Anys 1950

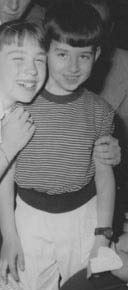
Antonio Simont va guanyar tres medalles per les pel·lícules de Vajda protagonitzades per Pablito Calvo.

| Any  | Guanyador           | Pel·lícula                 | Notes  |
| ---- | ------------------- | -------------------------- | ------ |
| 1950 | Tedy Villalba       | Neutralidad                | [ 5 ]  |
| 1951 | Enrique Alarcón     | La noche del sábado        | [ 6 ]  |
| 1952 | José Caballero      | Parsifal                   | [ 7 ]  |
| 1953 | Enrique Alarcón     | Sor intrépida              | [ 8 ]  |
| 1954 | Luis Pérez Espinosa | Jeromín                    | [ 9 ]  |
| 1955 | Enrique Alarcón     | El beso de Judas           | [ 10 ] |
| 1956 | Antonio Simont      | Marcelino, pan y vino      | [ 11 ] |
| 1957 | Antonio Simont      | Mi tío Jacinto             | [ 12 ] |
| 1958 | Antonio Simont      | Un ángel pasó por Brooklyn | [ 13 ] |
| 1959 | Enrique Alarcón     | La violetera               | [ 14 ] |

## Anys 1960

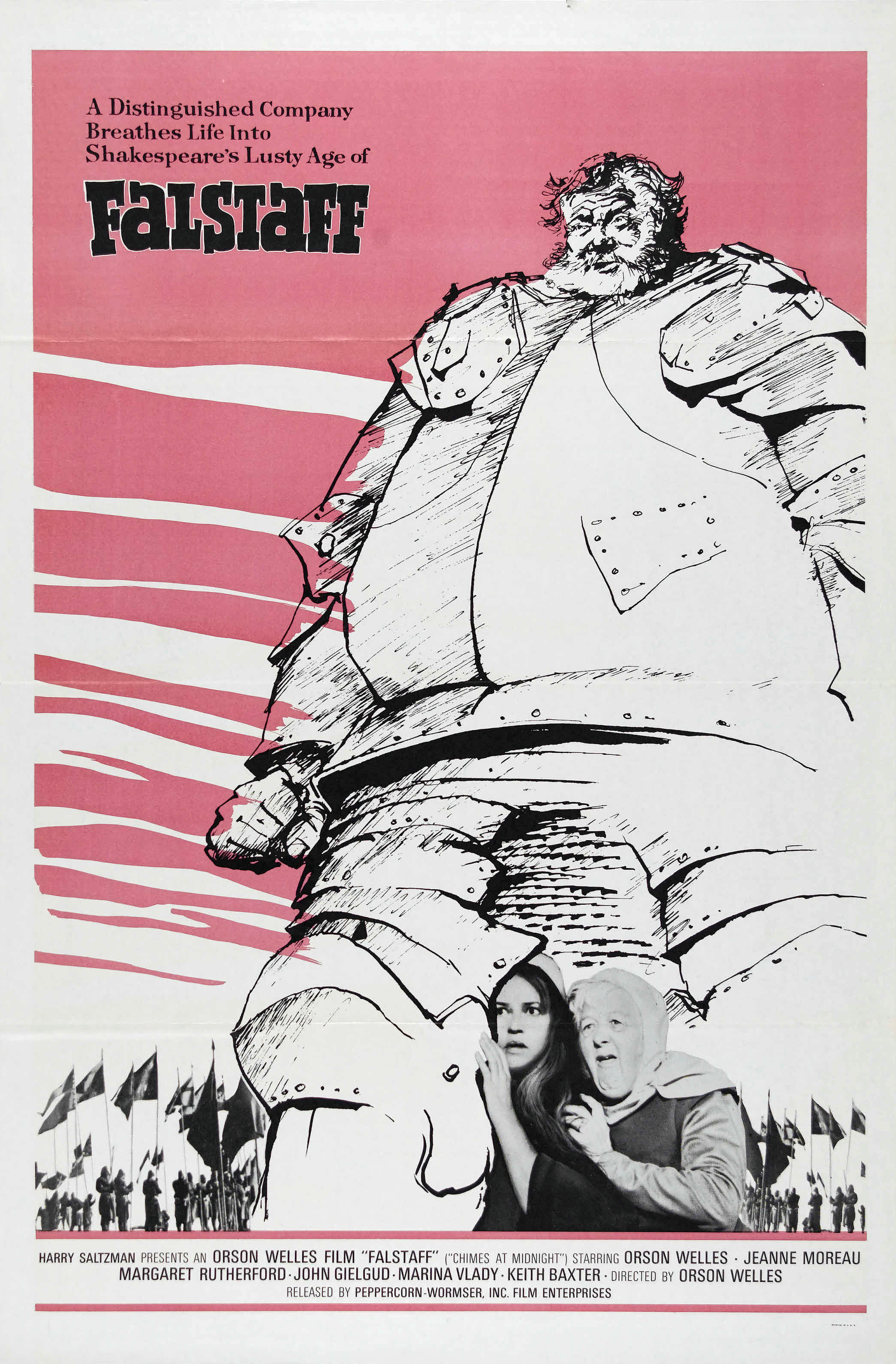
José Antonio de la Guerra va guanyar la medalla per Campanadas a medianoche.

| Any  | Guanyador                         | <pel·lícula                              | Notes         |
| ---- | --------------------------------- | ---------------------------------------- | ------------- |
| 1960 | Enrique Alarcón                   | ¿Dónde vas, Alfonso XII?                 | [ 15 ]        |
| 1961 | Sigfrido Burmann                  | El príncipe encadenado                   | [ 16 ]        |
| 1962 | Ramiro Gómez                      | El coloso de Rodas                       | [ 17 ]        |
| 1963 | Enrique Alarcón                   | El hijo del capitán Blood                | [ 18 ]        |
| 1964 | No es va entregar aquesta medalla |                                          | [ 19 ]        |
| 1965 | Luis Argüello                     | La tía Tula                              | [ 20 ]        |
| 1966 | José Antonio de la Guerra         | Campanadas a medianoche                  | [ 21 ]        |
| 1967 | Gil Parrondo Roberto Carpio       | El fantástico mundo del doctor Coppelius | [ 22 ] [ 23 ] |
| 1968 | Pablo Runyan                      | Si volvemos a vernos                     | [ 24 ]        |
| 1969 | Enrique Alarcón                   | Cervantes Tuset Street                   | [ 25 ]        |

## Anys 1970

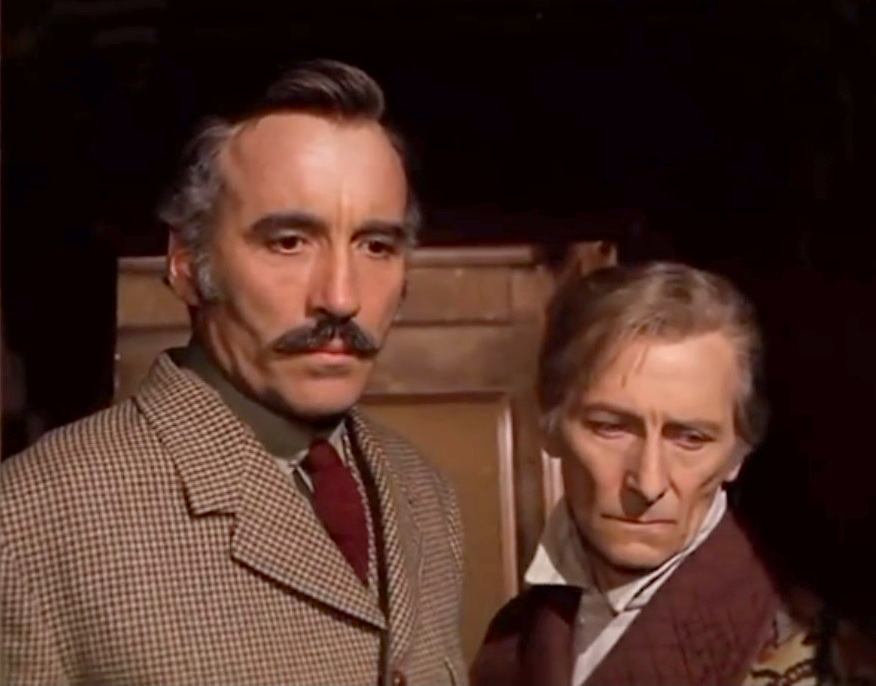
Ramiro Gómez va obtenir el premi per Pánico en el Transiberiano.

| Any  | Guanyador                         | Pel·lícula                    | Notes  |
| ---- | --------------------------------- | ----------------------------- | ------ |
| 1970 | Wolfgang Burmann                  | Fortunata y Jacinta           | [ 26 ] |
| 1971 | Wolfgang Burmann                  | Goya, historia de una soledad | [ 27 ] |
| 1972 | Eduardo Torre de la Fuente        | La araucana                   | [ 28 ] |
| 1973 | Desert                            |                               | [ 29 ] |
| 1974 | Ramiro Gómez                      | Pánico en el Transiberiano    | [ 30 ] |
| 1975 | Cristina López                    | Hay que matar a B.            | [ 31 ] |
| 1976 | Elisa Ruiz Fernández              | Furia española                | [ 32 ] |
| 1977 | Jordi Berenguer                   | La ciutat cremada             | [ 33 ] |
| 1978 | No es va entregar aquesta medalla |                               | [ 34 ] |
| 1979 | No es va entregar aquesta medalla |                               | [ 35 ] |

## Anys 1980
| Any  | Guanyador                         | Pel·lícula                     | Notes  |
| ---- | --------------------------------- | ------------------------------ | ------ |
| 1980 | No es va entregar aquesta medalla |                                | [ 36 ] |
| 1981 | No es va entregar aquesta medalla |                                | [ 37 ] |
| 1982 | No es va entregar aquesta medalla |                                | [ 38 ] |
| 1983 | Ramiro Gómez                      | La colmena                     | [ 39 ] |
| 1984 | Gil Parrondo                      | Bearn o La sala de las muñecas | [ 40 ] |